# 막심 푸르카예프

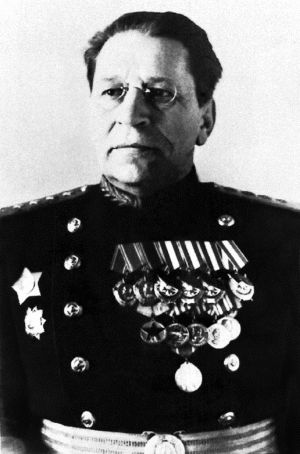
1940년대의 막심 푸르카예프 대장

막심 알렉세비치 푸르카예프(러시아어: Максим Алексеевич Пуркаев, Maxim Alekseevich Purkayev, 1894.08.14~1953.01.01)는 소련의 군인이다. 1940년대 전반 소련 하바로프스크의 극동전선군(Far Eastern Front) 사령관으로 김일성이 소속되었던 제88독립보병여단을 관할하였다. 1945년 8월의 소련의 만주 침공 작전 당시 극동전선군을 개편하여 만주 북부 전선을 담당한 제2극동전선군을 지휘하였다.

## 약력
푸르카예프는 1915년 러시아 제국 군대에 징집되었고, 1918년 적군에 가담하였다. 1936년부터 프룬제 군사 아카데미(Frunze Military Academy)에서 공부하였다. 1943년 4월 25일부터 1945년 8월 4일까지 하바로프스크의 극동전선군(Far Eastern Front) 사령관을 지냈다. 소련이 만주 침공을 단행할 때인 1945년 8월 5일부터 10월 1일까지는 만주 북부 전선을 담당한 제2 극동전선군(2nd Far Eastern Front) 사령관으로 소련의 만주 침공 작전을 지휘하였다. 전후에는 1947년 1월까지 제2 극동전선군이 개편된 극동군관구(Far Eastern Military District)의 사령관을 지냈다.
그는 김일성이 소속되었던 하바로프스크 인근 뱌츠코예 마을의 제88국제여단을 관할하였고, 1945년 8월말 또는 9월초 극동군 총사령부에서 북한 지도자 후보로 김일성을 면접 심사할 때 이오시프 쉬킨 상장과 함께 면접위원이었다. 이후 평양의 소련군정은 제25군이 소속된 키릴 메레츠코프 원수 휘하의 제1 극동전선군(1st Far Eastern Front)이 개편된 보로실로프(지금의 우수리스크)의 연해주군관구(Primorsky Military District) 사령부가 관할하였다.